# Temporada de snooker de 2020–21
A temporada de snooker de 2020–21 é a 53.ª edição de uma série de torneios de snooker. A temporada começou em 13 de setembro de 2020 e terminará em 9 de maio de 2021.

## Jogadores
A World Snooker Tour da temporada de 2020–21 é disputada por 128 jogadores profissionais. No dia 8 de junho de 2020 — durante a retomada da temporada de 2019–20, na sequência da pandemia de COVID-19 — a World Snooker Tour comunicou em seu seu site oficial, os novos critérios de acesso para a Main Tour (turnê mundial de snooker). Os 64 jogadores mais bem pontuados no ranking mundial (ranking com os resultados obtidos nos últimos dois anos) após o Campeonato Mundial de 2020 (que encerrou a temporada de 2019–20) e os 35 jogadores premiados com o tour card de dois anos no ano anterior (2019–20) se qualificam automaticamente para a temporada. Em seguida, quatro vagas são atribuídas aos quatro primeiros da One Year Ranking List (ranking de um ano, onde temos os resultados obtidos somente no último ano) que ainda não se classificaram para o Main Tour (turnê principal). Outros dois jogadores vieram do Challenge Tour (o campeão e o vencedor da repescagem), dois jogadores vieram do China Tour da CBSA e mais 12 lugares foram distribuídos aos vencedores dos três eventos da Q School de 2020 (quatro do evento 1, quatro do evento 2 e quatro do evento 3). Os tour cards de dois anos também foram cedidos a dois jogadores fora do top 64, que se qualificaram para o evento principal do Campeonato Mundial de Snooker de 2020 no Crucible. As vagas restantes para a turnê foram preenchidas pelos vencedores de torneios amadores e nomeações de órgãos dirigentes (NGB) do esporte ao redor do mundo.

### Novos jogadores profissionais
Todos os jogadores listados abaixo receberam um tour card para duas temporadas.
| Campeões internacionais Campeão do European Championships da EBSA: Andrew Pagett (Adiado) 1. Campeão do European Under-21 Championships da EBSA: Aaron Hill 2. Campeão do WSF Open: Ashley Hugill 3. Vice-campeão do WSF Open: Iulian Boiko 4. Campeão do Junior Open da WSF: Gao Yang 5. Vice-campeão do Junior Open da WSF: Sean Maddocks One Year Ranking List (Ranking de um ano) 1. Jordan Brown 2. Jak Jones 3. Robbie Williams 4. Fergal O'Brien CBSA China Tour 1. Pang Junxu 2. Zhao Jianbo Challenge Tour Challenge Tour de 2019–20 1. Lukas Kleckers 2. Allan Taylor Wildcards do World Championship 1. Ashley Carty 2. Jamie Clarke | Q School Evento 1 Q School de 2020 – Evento 1 1. Lee Walker 2. Peter Devlin 3. Simon Lichtenberg 4. Fan Zhengyi Evento 2 Q School de 2020 – Evento 2 1. Jamie Jones 2. Zak Surety 3. Oliver Lines 4. Ben Hancorn Evento 3 Q School de 2020 – Evento 3 1. Rory McLeod 2. Jamie Wilson 3. Farakh Ajaib 4. Steven Hallworth Tour Card 1. Ken Doherty 2. Stephen Hendry |

## Calendário
A tabela a seguir descreve as datas e os resultados de todos os eventos do ranking da World Snooker Tour, dos principais eventos do invitational, do Q Tour e do World Seniors Tour.
| Início | Fim    | País | Rank | Nome do torneio            | Local                  | Cidade        | Campeão              | Vice-campeão            | Placar | Ref.   |
| ------ | ------ | ---- | ---- | -------------------------- | ---------------------- | ------------- | -------------------- | ----------------------- | ------ | ------ |
| 21 Set | 27 Set | ENG  | WR   | European Masters           | Marshall Arena         | Milton Keynes | Mark Selby (ENG)     | Martin Gould (ENG)      | 9–8    | [ 14 ] |
| 12 Out | 18 Out | ENG  | WR   | English Open               | Marshall Arena         | Milton Keynes | Judd Trump (ENG)     | Neil Robertson (AUS)    | 9–8    | [ 15 ] |
| 13 Set | 30 Out | ENG  | WR   | Championship League        | "Ballroom", Stadium MK | Milton Keynes | Kyren Wilson (ENG)   | Judd Trump (ENG)        | 3–1    | [ 16 ] |
| 2 Nov  | 8 Nov  | ENG  | NR   | Champion of Champions      | Marshall Arena         | Milton Keynes | Mark Allen (NIR)     | Neil Robertson (AUS)    | 10–6   | [ 17 ] |
| 16 Nov | 22 Nov | ENG  | WR   | Northern Ireland Open      | Marshall Arena         | Milton Keynes | Judd Trump (ENG)     | Ronnie O'Sullivan (ENG) | 9–7    | [ 18 ] |
| 23 Nov | 6 Dez  | ENG  | WR   | UK Championship            | Marshall Arena         | Milton Keynes | Neil Robertson (AUS) | Judd Trump (ENG)        | 10–9   | [ 19 ] |
| 7 Dez  | 13 Dez | ENG  | WR   | Scottish Open              | Marshall Arena         | Milton Keynes | Mark Selby (ENG)     | Ronnie O'Sullivan (ENG) | 9–3    | [ 20 ] |
| 14 Dez | 20 Dez | ENG  | WR   | World Grand Prix           | Marshall Arena         | Milton Keynes | Judd Trump (ENG)     | Jack Lisowski (ENG)     | 10–7   | [ 21 ] |
| 10 Jan | 17 Jan | ENG  | NR   | Masters                    | Marshall Arena         | Milton Keynes | Yan Bingtao (CHN)    | John Higgins (SCO)      | 10–8   | [ 22 ] |
| 27 Jan | 31 Jan | ENG  | WR   | German Masters             | Marshall Arena         | Milton Keynes | Judd Trump (ENG)     | Jack Lisowski (ENG)     | 9–2    | [ 23 ] |
| 4 Fev  | 7 Fev  | ENG  | WR   | Shoot Out                  | Marshall Arena         | Milton Keynes | Ryan Day (WAL)       | Mark Selby (ENG)        | 1–0    | [ 24 ] |
| 15 Fev | 21 Fev | WAL  | WR   | Welsh Open                 | Celtic Manor Resort    | Newport       | Jordan Brown (NIR)   | Ronnie O'Sullivan (ENG) | 9–8    | [ 25 ] |
| 22 Fev | 28 Fev | ENG  | WR   | Players Championship       | Marshall Arena         | Milton Keynes | John Higgins (SCO)   | Ronnie O'Sullivan (ENG) | 10–3   | [ 26 ] |
| 1 Mar  | 7 Mar  | ENG  | WR   | Gibraltar Open             | Marshall Arena         | Milton Keynes |                      |                         |        |        |
| 18 Jan | 21 Mar | ENG  | WR   | WST Pro Series             | Marshall Arena         | Milton Keynes |                      |                         |        |        |
| 22 Mar | 28 Mar | WAL  | WR   | Tour Championship          | Celtic Manor Resort    | Newport       |                      |                         |        | [ 27 ] |
| 4 Jan  | 1 Abr  | ENG  | NR   | Championship League        | "Ballroom", Stadium MK | Milton Keynes |                      |                         |        |        |
| 17 Abr | 3 Mai  | ENG  | WR   | Campeonato mundial         | Crucible Theatre       | Sheffield     | Mark Selby (ENG)     | Shaun Murphy (ENG)      | 18-15  |        |
| 6 Mai  | 9 Mai  | ENG  | WST  | World Seniors Championship | Crucible Theatre       | Sheffield     |                      |                         |        |        |

| WR = Evento pontuável para o ranking mundial     |
| NR = Evento não pontuável para o ranking mundial |
| WST = World Seniors Tour                         |